# Новые Горки (Ивановская область)
Но́вые Го́рки — село (до 2004 г. — посёлок городского типа) в Лежневском районе Ивановской области, административный центр Новогоркинского сельского поселения.

## География
Территория Новых Горок занимает часть Волго-Клязьминского междуречья и располагается на моренной и водно-ледниковой равнине, на берегу реки Уводь (приток Клязьмы), в 27 км от железнодорожной станции Шуя. Общий характер рельефа — холмисто-волнистая равнина, расчленённая долинами рек. По мере удаления от долин рек рельеф становится более спокойным.
Климат окрестностей — умеренно континентальный с тёплым летом и умеренно холодной снежной зимой. Основную роль в формировании климата играют воздушные массы умеренных широт. Наиболее тёплый месяц — июль, со средней температурой +18 С. Самый холодный месяц — январь, со средней температурой −12 С. Устойчивый снежный покров образуется в середине декабря и держится до середины марта. Толщина снежного покрова достигает 40 см. Наибольшая глубина промерзания почвы — 95 см. 
По территории Новогоркинского поселения протекает несколько рек, наиболее крупная — Уводь. В реках и крупных ручьях водится рыба, на некоторых реках обитают бобры и раки. Леса богаты грибами и ягодами (черникой, земляникой, малиной), в болотах много клюквы. Болотистость составляет 1,4 %. Животный мир в районе представлен дикими животными (олень, европейский лось, кабан, лисица, заяц, куница, рысь) и дикими промысловыми птицами (глухарь, рябчик, тетерев, утка). По природным условиям территория расположения Новых Горок относится к лесной зоне, к подзоне смешанных лесов. Наибольшее распространение имеют южно-таёжные еловые и сосновые леса в сочетании с берёзово-осиновыми. Из хвойных преобладают сосновые и еловые леса. Из лиственных произрастают берёза, осина, ольха, реже встречаются вяз, дуб.

## История
Первое упоминание о сельце Горки относится к 1859 году. Тогда в сельце располагалось всего 7 дворов с населением 48 человек (22 мужчины, 26 женщин). 5 домов находилось на верхней улице, где позднее была построена церковь. В этих домах жили крестьяне, занимавшиеся земледелием. Их поля находились сразу за домами. При постройке церкви эти дома были перенесены вниз по горе. По всему холму и у его подошвы, где теперь широко раскинулось село, когда-то рос сосновый бор. До наших дней деревья сохранились только в парке. Рядом с Горками находилось сельцо Корнево. Впоследствии оба сельца слились воедино.
В середине XIX в. в Иванове (ныне областной центр) начинает бурно развиваться ситцевое и бумаготкацкое производство. Развитие капитализма не обошло и Новые Горки.
1868 г. — купец Полиевкет Тихонович Шорыгин с сыновьями и компаньонами пустили механическую миткалевоткацкую фабрику на 160 ткацких станков. Вокруг фабрики начинают селиться бывшие крепостные крестьяне, другие беднейшие слои населения. Строительство и развитие фабрики, инициированные Шорыгиными, привели к увеличению села. Произошло слияние сельца Горки с соседним сельцом Корнево с появлением нового названия "Новые Горки", появились новые улицы, где селились фабричные рабочие, была построена церковь, даже проведена ветка железной дороги (станция северной железной дороги у посёлка Архиповка.
1896 г. — Новые Горки насчитывали уже 18 дворов с населением 202 жителя, имелся кабак. Надо сказать, купцы Шорыгины не были заинтересованы в расширении благоустройства Новых Горок. «Чем больше будет населения, тем скорее жди беспорядков», — говорили они.
1904 г. — П. Т. Шорыгин присылает доверенность на управление всем земельным владением — землями, озёрами, реками, лесами — Антону Ивановичу Кистер и его брату Марьяну Ивановичу Кистер, а также на аренду для них других земель с целью охоты и рыбной ловли. Кроме этого, прислана доверенность на управление всем недвижимым имуществом в Шуйском и Ковровском уездах потомственному почётному гражданину Кистеру Д. И.
К 1917 году в селе было 98 домов, в которых проживало 400 человек — в 10 раз меньше, чем в настоящее время. До самой Великой Октябрьской Социалистической революции Новые Горки оставались небольшим селом, насчитывающим несколько улиц с домами ткачей, местных торговцев и особняков, выстроенных Шорыгиными для себя и своих приказчиков.
1918 г. — Новые Горки перешли в состав Шуйского уезда. Шуйский уезд включает в себя следующие волости: Афанасовская, Авдотьинская, Быковская, Васильевская, Воскресенская, Горицкая, Дуниловская, Елюнинская, Зименковская, Ивановская, Кохомская, Милюковская, Новогоркинская, Панфиловская, Хотимская, Чечкино-Богородская, Юрчаковская, Якиманская.
1919 г. — образован Новогоркинский волостной исполнительный комитет (ВИК).
В марте 1919 г. население объединили в районные Советы — из 19 сельсоветов, входящих в состав ВИК, сделали 9 районных:
- 1. Дьяково, Дудино.
- 2. Дягильково, Новый Карачун, Старый Карачун.
- 3. Детково, Есино, Борисцево.
- 4. Антоновка, Осока, с. Корнево.
- 5. Горки — фабричный двор, Новая Линия.
- 6. Высоково, Грезино.
- 7. Коровиха, Бруснижново.
- 8. Суворово, Пиколово, Хвастово.
- 9. Дединка, Поповское.

1924 г. — Новогоркинская волость укрупнена за счёт Быковской, Воскресенской и Хозниковской волостей. В волости было 11 сельских советов: Быковский, Воскресенский, Высоковский, Житковский, Елховский, Марковицкий, Новогоркинский, Ногинский, Поповский, Стрелковский, Хозниковский.
1929 г. — волость ликвидирована. Сельсоветы Марковицкий и Стрекаловский отошли в Ивановский район, остальные — в Шуйский район.
1 января 1932 г. — постановлением ЦИК СССР утверждён Указ о вхождении Новых Горок в состав Лежневского района.
25 марта 1933 г. — исполнительный комитет Ивановского областного Совета депутатов отклонил ходатайство Лежневского исполкома о присвоении селу Новые Горки статуса рабочего посёлка.
1 марта 1936 г. — Президиум ВЦИК постановил разделить Ивановскую область (центр — г. Иваново) и Ярославскую область (центр — г. Ярославль). В Ивановской области — 41 район.
27 марта 1950 г. — исполнительный комитет Ивановского областного Совета депутатов утвердил ходатайство Лежневского исполкома о присвоении селу Новые Горки статуса рабочего посёлка.
1950 г. — образовано 2 органа местного самоуправления: Дягильковский сельский совет народных депутатов и Новогоркинский поселковый совет народных депутатов.
1 февраля 1963 г. — ликвидирован Лежневский район, Новые Горки переведены в состав Савинского района.
13 января 1965 г. — в соответствии с Указом Президиума Верховного Совета РСФСР (от 12 января 1965 г.) принято Решение исполкома областного Совета народных депутатов трудящихся № 43 о переводе посёлка в Шуйский район.
5 августа 1985 г. — принято Решение исполкома Ивановского областного Совета № 265 об образовании Лежневского района. Посёлок вновь переводят в Лежневский район.
За годы Советской власти было построено 30 многоквартирных домов, в том числе второе общежитие на 206 мест; 4 библиотеки; комбинат бытового обслуживания и клуб с широкоэкранной киноустановкой. Имелось несколько магазинов, торговый центр.
1996 г. — по статистике в посёлке 700 частных и 61 фабричных домов. Население — 3460 человек.
2001 г. — по статистике в посёлке 763 здания. Население — 3300 человек. В Новогоркинском сельском округе 452 хозяйства, население — 986 человек.
25 февраля 2005 г. — статус посёлка изменён на сельское поселение с центром с. Новые Горки.

## Население
| 1859 | 1905 | 1979  | 1989  | 2002  | 2010  |
| ---- | ---- | ----- | ----- | ----- | ----- |
| 48   | ↗386 | ↗3459 | ↘3434 | ↘2979 | ↘2775 |

## Промышленность
Прядильно-ткацкая фабрика ООО «Новогоркинская мануфактура».

## Достопримечательности
В Новых Горках с подачи Шорыгиных в начале 20-го века возведена Троицкая церковь с элементами модного и редкого для провинции неорусского стиля (в округе церкви в подобном стиле строились в Вичуге, Шуе, Иванове). Церковь строилась на средства рабочих и мастеровых фабрики. Возведена, вероятнее всего, была в 1916 г. московскими зодчими (по другим данным в 1904 г.). "Своеобразный по формам приходский храм, в архитектуре которого свободно сочетаются мотивы русского и неорусского стилей". Также в 1916 г. произошло освящение храма. Службы проходили до закрытия храма в 1928 г. В 1953 г. была сломана колокольня (также были уничтожены завершения). В храме размещалась библиотека, затем склад. С 1992 г. храм передан верующим. 10 мая 1998 года архиепископом Ивановским и Кинешемским Амвросием совершено повторное освящение храма. В 2005 году на новогоркинском кладбище была построена и освящена часовня в честь первоверховных апостолов Петра и Павла. 8 июня 2006 был освящён левый (Казанский) престол храма. 